# Bendish
Bendish – przysiółek w Anglii, w Hertfordshire. Leży 8 km od miasta Stevenage, 18,2 km od miasta Hertford i 43,4 km od Londynu. Bendish jest wspomniana w Domesday Book (1086) jako Benedis.